# David Coulthard
David Marshall „DC“ Coulthard, MBE [ˈdeɪvɪd ˈkoʊlθɑrt] (* 27. März 1971 in Twynholm, Schottland) ist ein ehemaliger britischer Automobilrennfahrer.
Zwischen 1994 und 2008 trat er für Williams, McLaren und Red Bull zu 246 Grand Prix in der Formel-1-Weltmeisterschaft an und gewann 13 davon. Sein größter Erfolg in der Formel 1 war die Vizeweltmeisterschaft in der Saison 2001 hinter dem Deutschen Michael Schumacher, viermal wurde er Dritter in der WM-Gesamtwertung. Von 2010 bis 2012 nahm er in einem Mercedes an der DTM teil.
Seit 2016 begleitet Coulthard als TV-Experte für den britischen Sender Channel 4 die Formel-1-Berichterstattung.

## Karriere

### Anfänge im Motorsport
Coulthard begann seine Motorsportkarriere im Kartsport. In den Jahren 1983 bis 1985 entschied er die schottische Junioren-Kartmeisterschaft für sich. Von 1986 bis 1988 war er schottischer Open-Kart-Meister. Außerdem war er 1986 und 1987 britischer Super-Kart-1-Meister. 1989 wechselte er in den Formelsport und gewann auf Anhieb den Meistertitel der britischen Formel Ford 1600. Für sein gutes Debüt wurde er mit dem McLaren Autosport BRDC Award, der erstmals verliehen wurde, ausgezeichnet. 1990 trat er in der Formel Opel Lotus Euroserie, in der er den fünften Gesamtrang belegt hatte, und in der Formel Vauxhall Lotus, in der er Vierter wurde, an. Überschattet wurde die Saison von einem schweren Unfall in Spa-Francorchamps, bei dem sich Coulthard ein Bein brach.

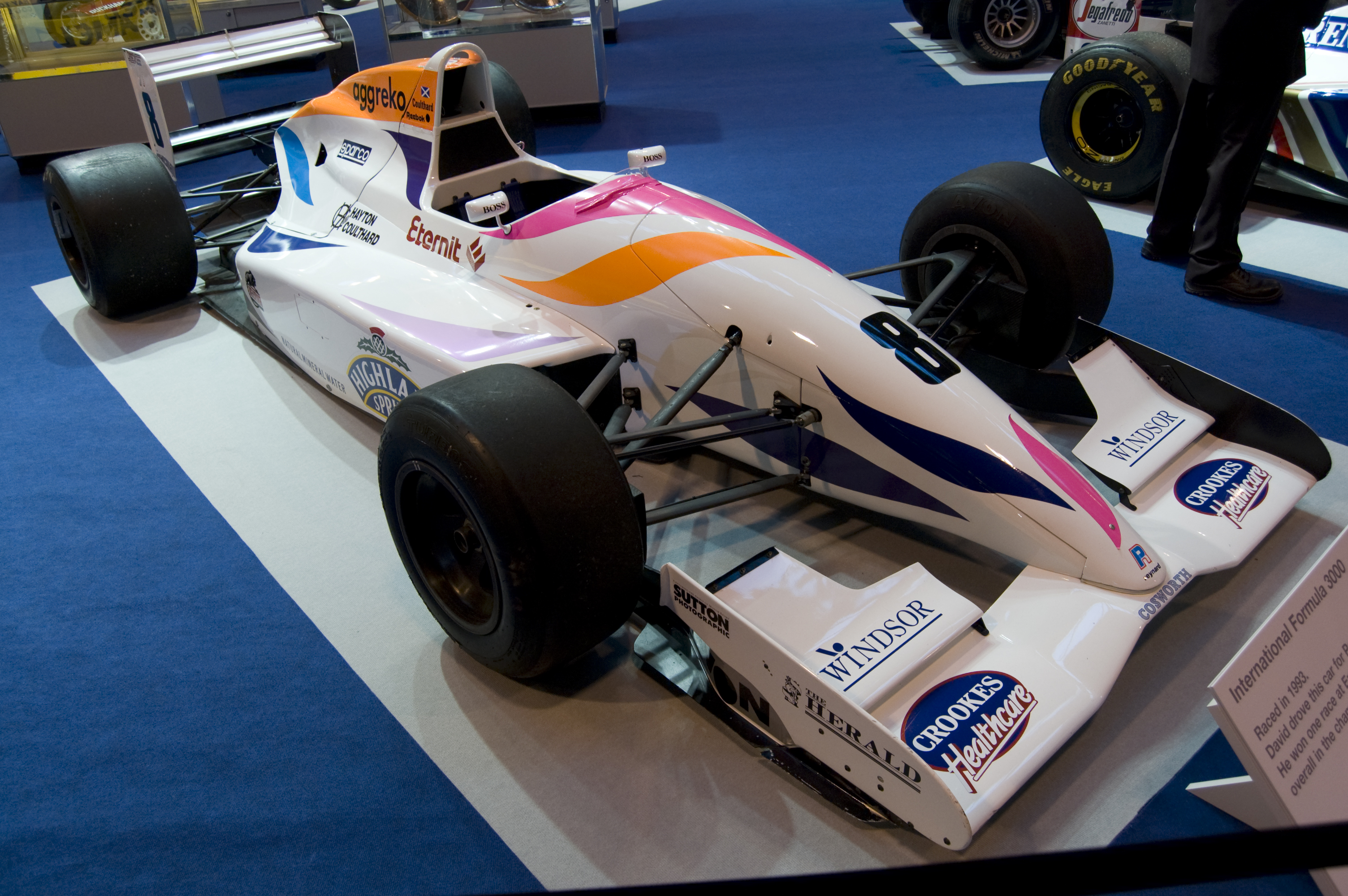
Coulthards Formel-3000-Bolide aus dem Jahr 1993

1991 wechselte Coulthard in die britische Formel-3-Meisterschaft und startete für Paul Stewart Racing, für die er bereits in der Formel Opel Lotus Euroserie gefahren war. Coulthard gewann fünf Rennen und war der Pilot mit den meisten Siegen. Dennoch reichte es nicht zum Titelgewinn und er wurde Vizemeister hinter Rubens Barrichello. In Szene setzte sich Coulthard bei den prestigeträchtigen Formel-3-Rennen in Zandvoort und Macau, die er beide vor Jordi Gené für sich entschied.
1992 wechselte Coulthard in die Formel 3000 und trat erneut für Paul Stewart Racing an. Sein Teamkollege war Paul Stewart, der Rennstallbesitzer seines Teams. Coulthard stand bei den letzten beiden Rennen als Dritter auf dem Podium und belegte schlussendlich den neunten Gesamtrang. Außerdem machte er bei Testfahrten für das Benetton-Team seine ersten Erfahrungen mit einem Formel-1-Boliden. 1993 bestritt Coulthard seine zweite Saison in der Formel 3000 für Pacific Racing. In Pergusa-Enna gewann er sein erstes Rennen in dieser Meisterschaft und belegte am Saisonende hinter dem Meister Olivier Panis und Pedro Lamy den dritten Platz. Außerdem war er neben Kenny Bräck ein Testfahrer des Formel-1-Rennstalls Williams.

### Formel 1

#### Williams (1994–1995)

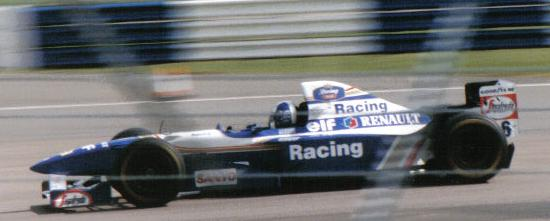
Coulthard fuhr bei seinem Heimrennen 1995 einen Williams-Renault

Ursprünglich plante Coulthard 1994 seine dritte Saison in der Formel 3000 zu bestreiten und parallel dazu weiterhin als Formel-1-Testfahrer des Williams-Teams zu fungieren. Nachdem er beim ersten Rennen der Formel-3000-Saison den zweiten Platz belegt hatte, erhielt er bei Williams ein Formel-1-Cockpit, das nach dem Unfalltod Ayrton Sennas frei geworden war. Am 29. Mai gab Coulthard im Alter von 23 Jahren beim Großen Preis von Spanien auf dem Circuit de Catalunya sein Renndebüt in der Formel 1. Im weiteren Saisonverlauf trat er zu sieben Formel-1-Rennen für Williams an und erzielte beim Großen Preis von Portugal in Estoril, den er als Zweiter beendete, seine erste Podest-Platzierung in der Formel 1. Bei vier Rennen musste Coulthard sein Cockpit an Nigel Mansell abgeben.
Für die Saison 1995 unterschrieb Coulthard einen Vorvertrag bei McLaren. Jedoch war er bereits durch einen Testfahrervertrag an Williams, die auf seine Dienste bestanden, gebunden. Das Contract Recognition Board entschied bei diesem Vertragskonflikt, dass Coulthard seinen Vertrag bei Williams erfüllen müsse und so blieb er bei dem Rennstall und erhielt das zweite Cockpit neben Damon Hill. Nachdem er bereits bei einigen Rennen auf dem Podest gestanden hatte, gewann er bei seinem 21. Grand Prix in Portugal, wo er ein Jahr zuvor seinen ersten Podiumsplatz erzielt hatte. Am Saisonende belegte er hinter seinem Teamkollegen Hill, der Vizemeister wurde, den dritten Platz in der Meisterschaft.

#### McLaren (1996–2004)

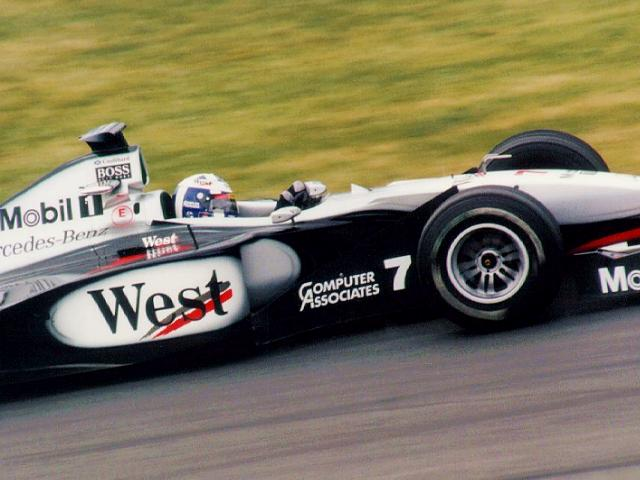
Coulthard wurde 1998 Dritter im McLaren-Mercedes

Nachdem Williams Jacques Villeneuve für die Saison 1996 verpflichtet hatte, erhielt Coulthard von Williams die Freigabe für einen Teamwechsel. Coulthard entschied sich für McLaren, wo er Teamkollege des Finnen Mika Häkkinen wurde. Er stand zweimal auf dem Podest und erzielte sein bestes Rennergebnis in Monaco, wo er hinter seinem ehemaligen Formel-3000-Rivalen Panis den zweiten Platz belegte. Am Saisonende belegte er hinter Häkkinen, der Fünfter wurde, den siebten Gesamtrang. 1997 bestritt Coulthard seine zweite Saison für McLaren, die nach einem Sponsorenwechsel von Marlboro zu West in einer silbernen Lackierung antraten. Da McLaren zudem mit Motoren von Mercedes unterwegs war, wurden die Boliden in Anlehnung an die Mercedes-Rennfahrzeuge aus den 1930er- und 1950er-Jahren „Silberpfeile“ genannt. Coulthard gewann den Saisonauftakt in Australien und holte dabei den ersten McLaren-Sieg seit 1993, als Senna ebenfalls in Australien für den britischen Rennstall gewann. Mit einem weiteren Sieg in Italien belegte er am Saisonende als bester McLaren-Pilot den dritten Gesamtrang.
1998 gingen die McLaren-Piloten als Favoriten auf den Titel in die Saison. Allerdings war es Häkkinen, der die Weltmeisterschaft für sich entschied. Coulthard erzielte nur einen Sieg beim Großen Preis von San Marino und stand bei fünf McLaren-Doppelsiegen als Zweiter auf dem Podest. Für Schlagzeilen sorgte er beim Regenrennen in Spa-Francorchamps. Nach dem Start prallte er, nachdem er im Regen die Kontrolle über seinen Rennwagen verloren hatte, gegen die Begrenzungsmauer. Wegen der Gischt sahen einige Fahrer das Wrack nicht und es kam zu einer Massenkarambolage, in die 13 Autos involviert waren. Nachdem das Rennen abgebrochen worden war, konnte Coulthard zum Neustart mit dem Ersatzwagen antreten. In der Mitte des Rennens kam es zu einer Kollision mit Michael Schumacher. Schumacher führte das Rennen an und fuhr bei der Überrundung von Coulthard auf den McLaren auf, verlor ein Vorderrad und musste das Rennen aufgeben. Als die beiden in der Boxengasse aufeinander trafen, kam es zu einer lautstarken Diskussion zwischen den Rennfahrern. Am Saisonende belegte Coulthard erneut den dritten Gesamtrang.
1999 hatte McLaren erneut einen guten Rennwagen gebaut. Allerdings hielt Coulthard wie im Vorjahr nicht mit Häkkinen mit und wurde wieder durch seinen Teamkollegen, der die Weltmeisterschaft gewann, in den Schatten gestellt. Coulthard gewann in dieser Saison zwei Rennen und beendete die Saison als Vierter in der Weltmeisterschaft. In der folgenden Saison verlief es für Coulthard besser und er war nach drei Siegen, unter anderem beim prestigeträchtigen Grand Prix in Monaco, zusammen mit Häkkinen und Schumacher in den Titelkampf involviert. Allerdings musste er sich erneut Häkkinen, der hinter Schumacher Vizeweltmeister wurde, geschlagen geben und belegte den dritten Platz in der Meisterschaft. Erstmals seit 1997 setzte sich Coulthard 2001 gegen Häkkinen durch und wurde im Laufe der Saison zum Weltmeisterschaftsrivalen Schumachers. Gegen Schumacher hatte er allerdings keine Chance und er gewann mit zwei Siegen den Vizemeistertitel.

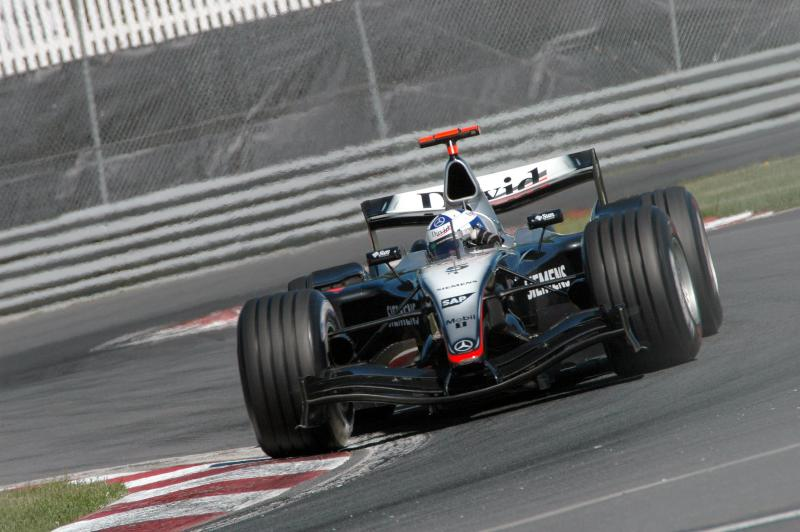
Coulthard absolvierte 2004 seine letzte Saison für McLaren

Nachdem Häkkinen zurückgetreten war, erhielt Coulthard 2002 mit Kimi Räikkönen abermals einen finnischen Teamkollegen und wurde zur neuen „Nummer 1“ im McLaren-Team. Allerdings gelang es McLaren in dieser Saison nicht, mit den Boliden von Ferrari und Williams mitzuhalten, und Coulthard belegte am Saisonende hinter den vier Piloten dieser Teams den fünften Gesamtrang. Der Höhepunkt der Saison war ein Sieg in Monaco. 2003 begann Coulthard die Saison mit einem Sieg beim Auftaktrennen in Australien. Obwohl er noch einige Jahre in der Formel 1 aktiv sein sollte, war dies sein letzter Sieg in der „Königsklasse“ des Motorsports. Im Saisonverlauf hielt er immer seltener mit seinem jüngeren Teamkollegen Räikkönen, der die Vizemeisterschaft gewann, mit und er belegte am Ende den siebten Gesamtrang. 2004 wurde früh bekannt gegeben, dass Coulthard zum Saisonende durch Juan Pablo Montoya ersetzt werden sollte. Erstmals in seiner Karriere stand Coulthard bei keinem Rennen auf dem Podest und er verabschiedete sich mit dem zehnten Platz in der Fahrerwertung von McLaren.
Coulthard absolvierte insgesamt 150 Grands Prix für McLaren und holte 12 seiner 13 Siege für den britischen Rennstall. Nur Michael Schumacher und Lewis Hamilton fuhren mehr Rennen für ein und dasselbe Team (180 Grands Prix auf Ferrari bzw. 153+ Grands Prix für Mercedes).

#### Red Bull Racing (2005–2008)

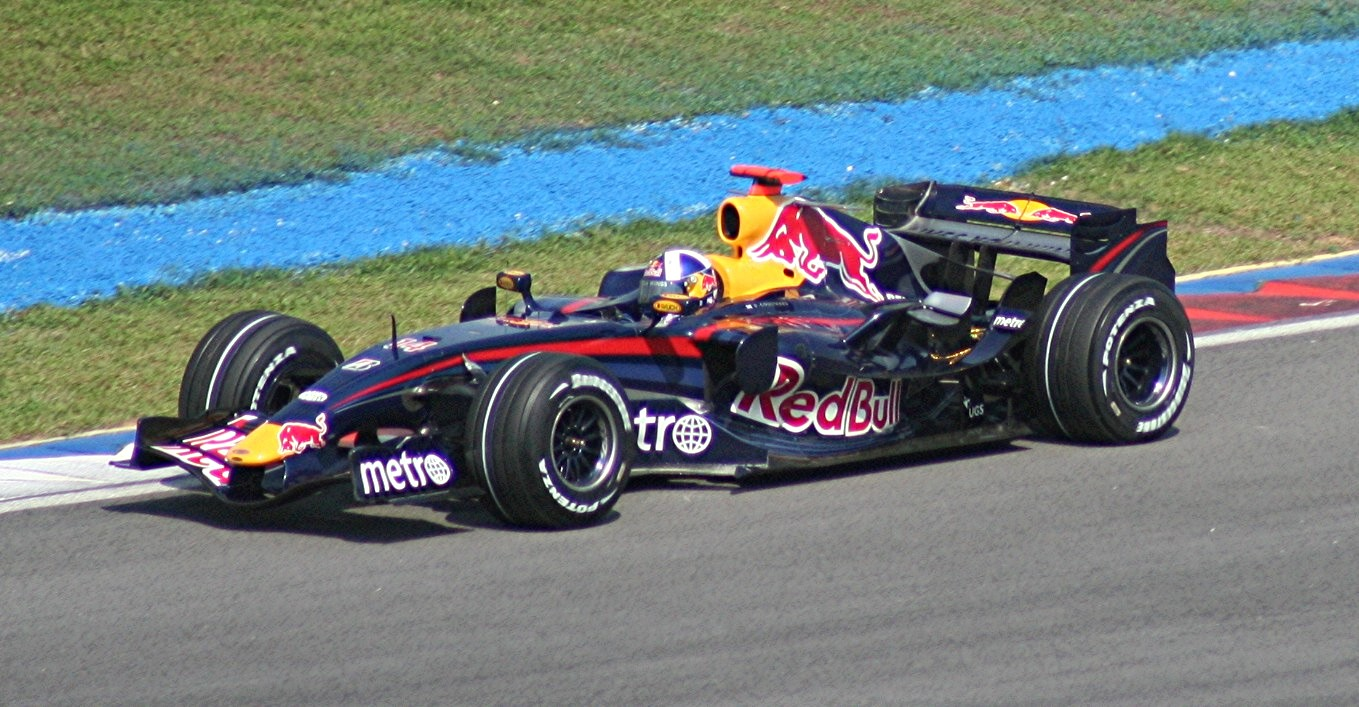
„DC“ fuhr am Ende seiner Laufbahn für Red Bull (2007)

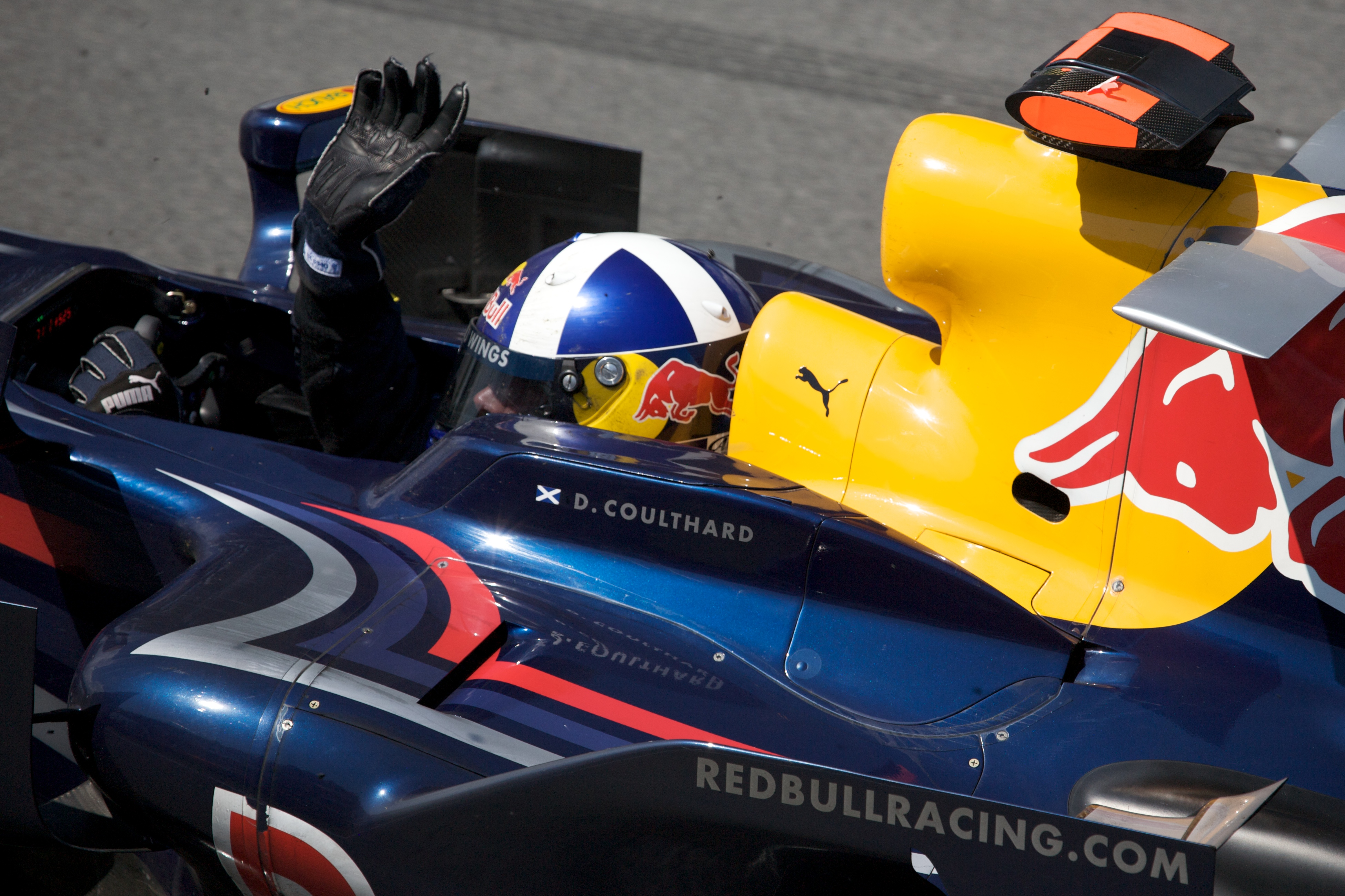
Coulthard wurde 2008 Dritter in Kanada

2005 wechselte Coulthard zu Red Bull Racing, das aus Jaguar Racing hervorgegangen war, und erhielt mit Christian Klien und Vitantonio Liuzzi zwei Piloten, die sich das zweite Cockpit teilten. Coulthard ließ seine Teamkollegen deutlich hinter sich und erreichte mit vierten Plätzen als beste Resultate den zwölften Gesamtrang. 2006 war er erneut schneller als seine Teamkollegen Klien und Robert Doornbos, der die letzten drei Rennen an Stelle von Klien bestritt. Saisonhöhepunkt Coulthards war ein dritter Platz in Monaco, der die erste Podest-Platzierung von Red Bull Racing war. 2007 erhielt Coulthard mit Mark Webber einen neuen Teamkollegen, der ihn unter Druck setzte. Allerdings hielt Coulthard seinen Teamkollegen am Saisonende hinter sich und erzielte mit Platz zehn in der Meisterschaft die beste Gesamtplatzierung seiner Red-Bull-Zeit. 2008 drehte sich das Blatt bei Red Bull teamintern und Coulthard gelang es nicht mehr, mit Webber mitzuhalten. Beim Großen Preis von Kanada stand Coulthard als Dritter zum letzten Mal in seiner Formel-1-Karriere auf dem Podest. Zwei Rennen später, bei seinem Heim-Grand-Prix in Silverstone, gab Coulthard seinen Rücktritt aus der Formel 1 zum Saisonende bekannt. Seine letzte Saison beendete er auf dem 16. Gesamtrang.
Neben der Vizeweltmeisterschaft 2001 errang Coulthard in über einem Jahrzehnt Formel 1 13 Grand-Prix-Siege und wurde 1995, 1997, 1998 sowie 2000 Dritter der Weltmeisterschaft. Beim Großen Preis von Malaysia 2005 holte er Nigel Mansell (482 Punkte), den nach Punkten erfolgreichsten britischen Fahrer ein. Beide Piloten wurden allerdings nach unterschiedlichen Punktesystemen bewertet. Die Liste der britischen Rennfahrer würde er auch nach dem Punktesystem von 2010 anführen. Er steht somit in der Tradition statistisch bedeutender „Nichtweltmeister“ wie Stirling Moss, Carlos Reutemann, Gerhard Berger oder Ronnie Peterson sowie nach Popularität auch Gilles Villeneuve.
Seit seinem Rücktritt aus der Formel 1 begleitet er die Formel-1-Rennen als TV-Experte beim britischen Sender BBC. Außerdem blieb er als Berater und Testfahrer weiterhin bei Red Bull. 2009 war er bei den letzten sieben Saisonrennen Ersatzfahrer von Red Bull Racing und deren Schwesterteam, der Scuderia Toro Rosso. 2010 übernahm Coulthard diese Position, wenn beide regulären Ersatzfahrer, Brendon Hartley und Daniel Ricciardo, verhindert waren.

### DTM

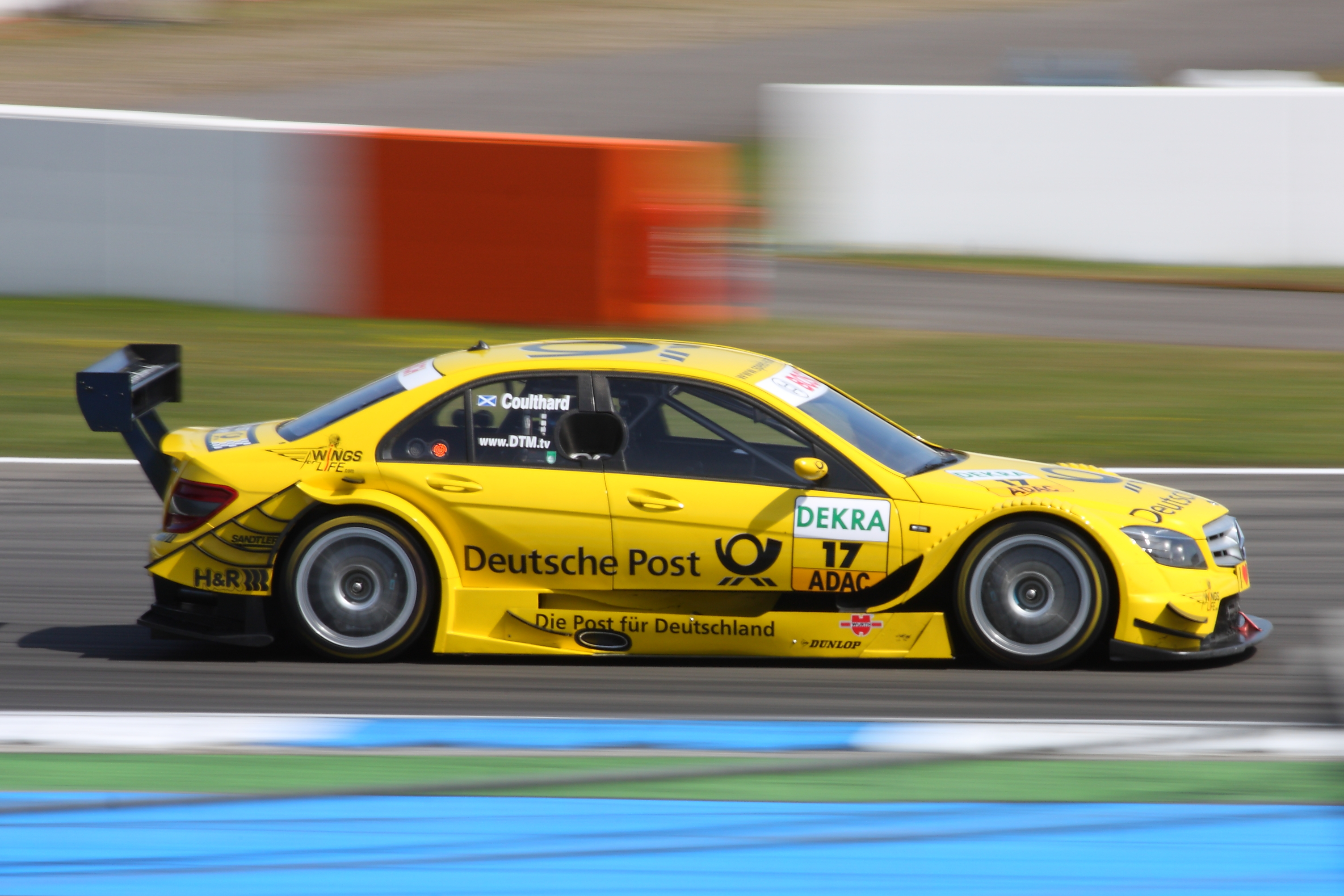
Coulthard bei seinem ersten DTM-Rennen auf dem Hockenheimring (2010)

Nachdem er bereits im Winter an Testfahrten der DTM teilgenommen hatte, wurde er drei Wochen vor Saisonbeginn von Mercedes-Benz für die Saison 2010 unter Vertrag genommen. Als Teamkollege von Maro Engel, der wie Coulthard ein ehemaliger Vizemeister der britischen Formel 3 ist, startete er in einer AMG-Mercedes C-Klasse aus dem Jahr 2008 für Mücke Motorsport. Nachdem er bei den europäischen Rennen ohne Punkte geblieben war, erzielte er beim Saisonfinale in Shanghai als Achter seinen ersten Punkt und fuhr zudem die schnellste Runde. Die Saison schloss Coulthard eine Position hinter Engel als 16. ab. 2011 bestritt Coulthard eine weitere DTM-Saison für Mücke Motorsport. Auf dem Norisring erzielte er als Achter seinen ersten Saisonpunkt. In Valencia kam er auf dem sechsten Platz ins Ziel, da sein Auto in der Qualifikation aber nicht den Regeln entsprach, wurde er disqualifiziert. Teamintern unterlag Coulthard erneut Engel und wurde 16. in der Gesamtwertung.
2012 absolvierte Coulthard für Mücke Motorsport seine dritte DTM-Saison. Mit dem DTM AMG Mercedes C-Coupé erhielt er erstmals ein aktuelles Mercedes-DTM-Modell. Beim Rennen auf dem Norisring erzielte er mit einem fünften Platz seine bis dahin beste DTM-Platzierung. Coulthard erzielte 14 Punkte und wurde 15. in der Gesamtwertung. Es war seine beste Gesamtplatzierung in der DTM. Zum Saisonende kündigte er seinen Rücktritt aus der DTM an.

## Persönliches
Coulthard hat einen Bruder und eine Schwester und war in seiner Kindheit bei den Pfadfindern.
Am 27. November 2013 heiratete er in Monaco Karen Minier, eine belgische Formel-1-Reporterin. Sie haben eine gemeinsame Tochter. Dort besitzt und betreibt er zusammen mit einem Geschäftspartner ein Hotel. Seit Dezember 2005 besitzt er auch Anteile an einem weiteren Hotel; ein weiteres der Kette Dakota wird in Schottland derzeit gebaut.
Coulthards Vater Duncan eröffnete 1999 in der Heimatstadt der Familie, Twynholm, ein David-Coulthard-Museum. Ausgestellt sind sämtliche Trophäen, Helme und einige der Karts, die David Coulthard fuhr. Zum Museum gehörte auch ein Restaurant. Zum Ende von Coulthards Formel-1-Karriere 2008 wurde das Museum geschlossen.
Am 2. Mai 2000 überlebte Coulthard den Absturz eines von ihm angemieteten Learjet 35. Auf dem Flug von Farnborough nach Nizza zwangen Probleme mit dem linken Triebwerk die Piloten zu einer Notlandung auf dem Flughafen Lyon Saint-Exupéry (Frankreich). Bei der Landung berührte das Flugzeug mit der linken Tragfläche die Landebahn, drehte sich nach links, zerbrach und fing Feuer. Beide Piloten kamen ums Leben. Coulthard, seine Verlobte Heidi Wichlinski sowie sein persönlicher Trainer und Bodyguard Andy Matthews überlebten das Unglück. Das BEA machte den Piloten für den unglücklichen Ausgang der Notlandung verantwortlich. Trotz des Absturzes und angebrochener Rippen trat er zum drei Tage später stattfindenden Großen Preis von Spanien an und belegte den zweiten Platz.
„DC“ – wie Coulthard von Freunden genannt wird – wurde auch durch Affären und Beziehungen zu Models in der Presse bekannt. Verlobt war Coulthard mit Heidi Wichlinski und Simone Abdelnour. Seit Juni 2006 ist Coulthard mit der Belgierin Karen Minier, einer ehemaligen Formel-1-Reporterin, verlobt. Diese brachte aus einer früheren Beziehung eine Tochter mit in die Verbindung. Im November 2008 wurde Coulthard Vater, Minier gebar einen Sohn.
In seiner 2007 veröffentlichten Autobiografie „It is what it is“ (übersetzt: „Es ist was es ist“) schrieb Coulthard, in seiner Jugend an Bulimie gelitten zu haben.
Coulthard ist ein Cousin zweiten Grades des neuseeländischen Rennfahrers Fabian Coulthard.
2010 wurde er durch Königin Elisabeth II. mit der Aufnahme in den fünfthöchsten Ritterorden des britischen Königreichs geehrt und ist Member of the Order of the British Empire (MBE).

## Soziales Engagement
Coulthard ist Botschafter der Stiftung Wings for Life. Die 2004 gegründete Stiftung widmet sich der Erforschung und Heilung von Querschnittslähmung.

## Statistik

### Karrierestationen
| - 1982–1988: Kartsport - 1989: Britische Formel Ford 1600 (Meister) - 1990: Formel Vauxhall Lotus (Platz 4) - 1990: Formula Opel Euroseries (Platz 5) - 1991: Britische Formel 3 (Platz 2) - 1992: Formel 3000 (Platz 9) - 1993: Formel 3000 (Platz 3) - 1993: Formel 1 (Testfahrer) - 1994: Formel 3000 (Platz 9) - 1994: Formel 1 (Platz 8) | - 1995: Formel 1 (Platz 3) - 1996: Formel 1 (Platz 7) - 1997: Formel 1 (Platz 3) - 1998: Formel 1 (Platz 3) - 1999: Formel 1 (Platz 4) - 2000: Formel 1 (Platz 3) - 2001: Formel 1 (Platz 2) - 2002: Formel 1 (Platz 5) - 2003: Formel 1 (Platz 7) - 2004: Formel 1 (Platz 10) | - 2005: Formel 1 (Platz 12) - 2006: Formel 1 (Platz 13) - 2007: Formel 1 (Platz 10) - 2008: Formel 1 (Platz 16) - 2009: Formel 1 (Testfahrer) - 2010: Formel 1 (Testfahrer) - 2010: DTM (Platz 16) - 2011: DTM (Platz 16) - 2012: DTM (Platz 15) |

### Statistik in der Formel-1-Weltmeisterschaft

#### Grand-Prix-Siege
| - 1995: Portugal (Estoril) - 1997: Australien (Melbourne) - 1997: Italien (Monza) - 1998: San Marino (Imola) - 1999: Großbritannien (Silverstone) | - 1999: Belgien (Spa-Francorchamps) - 2000: Großbritannien (Silverstone) - 2000: Monaco (Monte Carlo) - 2000: Frankreich (Magny-Cours) - 2001: Brasilien (Interlagos) | - 2001: Österreich (Spielberg) - 2002: Monaco (Monte Carlo) - 2003: Australien (Melbourne) |

#### Gesamtübersicht
| Saison | Team                      | Chassis                  | Motor            | Rennen | Siege | Zweiter | Dritter | Poles | schn. Rennrunden | Punkte | WM-Pos. |
| ------ | ------------------------- | ------------------------ | ---------------- | ------ | ----- | ------- | ------- | ----- | ---------------- | ------ | ------- |
| 1994   | Rothmans Williams Renault | Williams FW16 / FW16B    | Renault 3.5 V10  | 8      | −     | 1       | −       | −     | 2                | 14     | 8.      |
| 1995   | Rothmans Williams Renault | Williams FW17 / FW17B    | Renault 3.0 V10  | 17     | 1     | 4       | 3       | 5     | 2                | 49     | 3.      |
| 1996   | Marlboro McLaren Mercedes | McLaren MP4/11           | Mercedes 3.0 V10 | 16     | −     | 1       | 1       | −     | −                | 18     | 7.      |
| 1997   | West McLaren Mercedes     | McLaren MP4/12           | Mercedes 3.0 V10 | 17     | 2     | 2       | −       | −     | 1                | 36     | 3.      |
| 1998   | West McLaren Mercedes     | McLaren MP4/13           | Mercedes 3.0 V10 | 16     | 1     | 6       | 2       | 3     | 3                | 56     | 3.      |
| 1999   | West McLaren Mercedes     | McLaren MP4/14           | Mercedes 3.0 V10 | 16     | 2     | 4       | −       | −     | 3                | 48     | 4.      |
| 2000   | West McLaren Mercedes     | McLaren MP4/15           | Mercedes 3.0 V10 | 17     | 3     | 3       | 5       | 2     | 3                | 73     | 3.      |
| 2001   | West McLaren Mercedes     | McLaren MP4-16           | Mercedes 3.0 V10 | 17     | 2     | 3       | 5       | 2     | 3                | 65     | 2.      |
| 2002   | West McLaren Mercedes     | McLaren MP4-17           | Mercedes 3.0 V10 | 17     | 1     | 1       | 4       | −     | 1                | 41     | 5.      |
| 2003   | West McLaren Mercedes     | McLaren MP4-17D          | Mercedes 3.0 V10 | 16     | 1     | 1       | 1       | −     | −                | 51     | 7.      |
| 2004   | West McLaren Mercedes     | McLaren MP4-19 / MP4-19B | Mercedes 3.0 V10 | 18     | −     | −       | −       | −     | −                | 24     | 10.     |
| 2005   | Red Bull Racing           | Red Bull RB1             | Cosworth 3.0 V10 | 18     | −     | −       | −       | −     | −                | 24     | 12.     |
| 2006   | Red Bull Racing           | Red Bull RB2             | Ferrari 2.4 V8   | 18     | −     | −       | 1       | −     | −                | 14     | 13.     |
| 2007   | Red Bull Racing           | Red Bull RB3             | Renault 2.4 V8   | 17     | −     | −       | −       | −     | −                | 14     | 10.     |
| 2008   | Red Bull Racing           | Red Bull RB4             | Renault 2.4 V8   | 18     | −     | −       | 1       | −     | −                | 8      | 16.     |
| Gesamt | Gesamt                    | Gesamt                   | Gesamt           | 246    | 13    | 26      | 23      | 12    | 18               | 535    |         |

#### Einzelergebnisse
| Saison | 1   | 2   | 3   | 4   | 5   | 6   | 7   | 8   | 9   | 10  | 11  | 12  | 13  | 14  | 15  | 16  | 17  | 18 | 19 |
| ------ | --- | --- | --- | --- | --- | --- | --- | --- | --- | --- | --- | --- | --- | --- | --- | --- | --- | -- | -- |
| 1994   |     |     |     |     |     |     |     |     |     |     |     |     |     |     |     |     |     |    |    |
|        |     |     |     | DNF | 5   |     | 5   | DNF | DNF | 4   | 6*  | 2   |     |     |     |     |     |    |    |
| 1995   |     |     |     |     |     |     |     |     |     |     |     |     |     |     |     |     |     |    |    |
| 2      | DNF | 4   | DNF | DNF | DNF | 3   | 3   | 2   | 2   | DNF | DNF | 1   | 3   | 2   | DNF | DNF |     |    |    |
| 1996   |     |     |     |     |     |     |     |     |     |     |     |     |     |     |     |     |     |    |    |
| DNF    | DNF | 7   | 3   | DNF | 2   | DNF | 4   | 6   | 5   | 5   | DNF | DNF | DNF | 13  | 8   |     |     |    |    |
| 1997   |     |     |     |     |     |     |     |     |     |     |     |     |     |     |     |     |     |    |    |
| 1      | 10  | DNF | DNF | DNF | 6   | 7   | 7*  | 4   | DNF | DNF | DNF | 1   | 2   | DNF | 10* | 2   |     |    |    |
| 1998   |     |     |     |     |     |     |     |     |     |     |     |     |     |     |     |     |     |    |    |
| 2      | 2   | 6   | 1   | 2   | DNF | DNF | 6   | DNF | 2   | 2   | 2   | 7   | DNF | 3   | 3   |     |     |    |    |
| 1999   |     |     |     |     |     |     |     |     |     |     |     |     |     |     |     |     |     |    |    |
| DNF    | DNF | 2   | DNF | 2   | 7   | DNF | 1   | 2   | 5   | 2   | 1   | 5   | DNF | DNF | DNF |     |     |    |    |
| 2000   |     |     |     |     |     |     |     |     |     |     |     |     |     |     |     |     |     |    |    |
| DNF    | DSQ | 3   | 1   | 2   | 3   | 1   | 7   | 1   | 2   | 3   | 3   | 4   | DNF | 5   | 3   | 2   |     |    |    |
| 2001   |     |     |     |     |     |     |     |     |     |     |     |     |     |     |     |     |     |    |    |
| 2      | 3   | 1   | 2   | 5   | 1   | 5   | DNF | 3   | 4   | DNF | DNF | 3   | 2   | DNF | 3   | 3   |     |    |    |
| 2002   |     |     |     |     |     |     |     |     |     |     |     |     |     |     |     |     |     |    |    |
| DNF    | DNF | 3   | 6   | 3   | 6   | 1   | 2   | DNF | 10  | 3   | 5   | 5   | 4   | 7   | 3   | DNF |     |    |    |
| 2003   |     |     |     |     |     |     |     |     |     |     |     |     |     |     |     |     |     |    |    |
| 1      | DNF | 4   | 5   | DNF | 5   | 7   | DNF | 15  | 5   | 5   | 2   | 5   | DNF | DNF | 3   |     |     |    |    |
| 2004   |     |     |     |     |     |     |     |     |     |     |     |     |     |     |     |     |     |    |    |
| 8      | 6   | DNF | 12  | 10  | DNF | DNF | 6   | 7   | 6   | 7   | 4   | 9   | 7   | 6   | 9   | DNF | 11  |    |    |
| 2005   |     |     |     |     |     |     |     |     |     |     |     |     |     |     |     |     |     |    |    |
| 4      | 6   | 8   | 11  | 8   | DNF | 4   | 7   | DNS | 10  | 13  | 7   | DNF | 7   | 15  | DNF | DNF | 6   | 9  |    |
| 2006   |     |     |     |     |     |     |     |     |     |     |     |     |     |     |     |     |     |    |    |
| 10     | DNF | 8   | DNF | DNF | 14  | 3   | 12  | 8   | 7   | 9   | 11  | 5   | 15* | 12  | 9   | DNF | DNF |    |    |
| 2007   |     |     |     |     |     |     |     |     |     |     |     |     |     |     |     |     |     |    |    |
| DNF    | DNF | DNF | 5   | 14  | DNF | DNF | 13  | 11  | 5   | 11  | 10  | DNF | DNF | 4   | 8   | 9   |     |    |    |
| 2008   |     |     |     |     |     |     |     |     |     |     |     |     |     |     |     |     |     |    |    |
| DNF    | 9   | 18  | 12  | 9   | DNF | 3   | 9   | DNF | 13  | 11  | 17  | 11  | 16  | 7   | DNF | 10  | DNF |    |    |

| Legende  | Legende            | Legende                                                          |
| Farbe    | Abkürzung          | Bedeutung                                                        |
| -------- | ------------------ | ---------------------------------------------------------------- |
| Gold     | –                  | Sieg                                                             |
| Silber   | –                  | 2. Platz                                                         |
| Bronze   | –                  | 3. Platz                                                         |
| Grün     | –                  | Platzierung in den Punkten                                       |
| Blau     | –                  | Klassifiziert außerhalb der Punkteränge                          |
| Violett  | DNF                | Rennen nicht beendet (did not finish)                            |
| Violett  | NC                 | nicht klassifiziert (not classified)                             |
| Rot      | DNQ                | nicht qualifiziert (did not qualify)                             |
| Rot      | DNPQ               | in Vorqualifikation gescheitert (did not pre-qualify)            |
| Schwarz  | DSQ                | disqualifiziert (disqualified)                                   |
| Weiß     | DNS                | nicht am Start (did not start)                                   |
| Weiß     | WD                 | zurückgezogen (withdrawn)                                        |
| Hellblau | PO                 | nur am Training teilgenommen (practiced only)                    |
| Hellblau | TD                 | Freitags-Testfahrer (test driver)                                |
| ohne     | DNP                | nicht am Training teilgenommen (did not practice)                |
| ohne     | INJ                | verletzt oder krank (injured)                                    |
| ohne     | EX                 | ausgeschlossen (excluded)                                        |
| ohne     | DNA                | nicht erschienen (did not arrive)                                |
| ohne     | C                  | Rennen abgesagt (cancelled)                                      |
| ohne     | keine WM-Teilnahme |                                                                  |
| sonstige | P/fett             | Pole-Position                                                    |
| sonstige | 1/2/3/4/5/6/7/8    | Punktplatzierung im Sprint-/Qualifikationsrennen                 |
| sonstige | SR/kursiv          | Schnellste Rennrunde                                             |
| sonstige | *                  | nicht im Ziel, aufgrund der zurückgelegten Distanz aber gewertet |
| sonstige | ()                 | Streichresultate                                                 |
| sonstige | unterstrichen      | Führender in der Gesamtwertung                                   |

### Le-Mans-Ergebnisse
| Jahr | Team              | Fahrzeug     | Teamkollege   | Teamkollege  | Platzierung     | Ausfallgrund |
| ---- | ----------------- | ------------ | ------------- | ------------ | --------------- | ------------ |
| 1993 | TWR Jaguar Racing | Jaguar XJ220 | David Brabham | John Nielsen | Disqualifiziert | Auspuff      |

### Einzelergebnisse in der DTM
| Saison | Team             | Hersteller | 1   | 2   | 3   | 4   | 5   | 6   | 7   | 8   | 9   | 10  | 11  | Punkte | Rang |
| ------ | ---------------- | ---------- | --- | --- | --- | --- | --- | --- | --- | --- | --- | --- | --- | ------ | ---- |
| 2010   | Mücke Motorsport | Mercedes   | HO1 | VAL | LAU | NOR | NÜR | ZAN | BRH | OSC | HO2 | ADR | SHA | 1      | 16.  |
| 2010   | Mücke Motorsport | Mercedes   | 12  | 13  | DNF | 13  | 10  | 12  | 12  | 14  | DNF | 10  | 8   | 1      | 16.  |
| 2011   | Mücke Motorsport | Mercedes   | HO1 | ZAN | SPI | LAU | NOR | NÜR | BRH | OSC | VAL | HO2 |     | 1      | 16.  |
| 2011   | Mücke Motorsport | Mercedes   | 10  | 16  | 9   | 13  | 8   | 17  | 12  | 10  | DSQ | 17  |     | 1      | 16.  |
| 2012   | Mücke Motorsport | Mercedes   | HO1 | LAU | BRH | SPI | NOR | NÜR | ZAN | OSC | VAL | HO2 |     | 14     | 15.  |
| 2012   | Mücke Motorsport | Mercedes   | 8   | 12  | 15  | DNF | 5   | 20  | DNF | DNF | 11  | DNF |     | 14     | 15.  |

| Legende  | Legende            | Legende                                                          |
| Farbe    | Abkürzung          | Bedeutung                                                        |
| -------- | ------------------ | ---------------------------------------------------------------- |
| Gold     | –                  | Sieg                                                             |
| Silber   | –                  | 2. Platz                                                         |
| Bronze   | –                  | 3. Platz                                                         |
| Grün     | –                  | Platzierung in den Punkten                                       |
| Blau     | –                  | Klassifiziert außerhalb der Punkteränge                          |
| Violett  | DNF                | Rennen nicht beendet (did not finish)                            |
| Violett  | NC                 | nicht klassifiziert (not classified)                             |
| Rot      | DNQ                | nicht qualifiziert (did not qualify)                             |
| Rot      | DNPQ               | in Vorqualifikation gescheitert (did not pre-qualify)            |
| Schwarz  | DSQ                | disqualifiziert (disqualified)                                   |
| Weiß     | DNS                | nicht am Start (did not start)                                   |
| Weiß     | WD                 | zurückgezogen (withdrawn)                                        |
| Hellblau | PO                 | nur am Training teilgenommen (practiced only)                    |
| Hellblau | TD                 | Freitags-Testfahrer (test driver)                                |
| ohne     | DNP                | nicht am Training teilgenommen (did not practice)                |
| ohne     | INJ                | verletzt oder krank (injured)                                    |
| ohne     | EX                 | ausgeschlossen (excluded)                                        |
| ohne     | DNA                | nicht erschienen (did not arrive)                                |
| ohne     | C                  | Rennen abgesagt (cancelled)                                      |
| ohne     | keine WM-Teilnahme |                                                                  |
| sonstige | P/fett             | Pole-Position                                                    |
| sonstige | 1/2/3/4/5/6/7/8    | Punktplatzierung im Sprint-/Qualifikationsrennen                 |
| sonstige | SR/kursiv          | Schnellste Rennrunde                                             |
| sonstige | *                  | nicht im Ziel, aufgrund der zurückgelegten Distanz aber gewertet |
| sonstige | ()                 | Streichresultate                                                 |
| sonstige | unterstrichen      | Führender in der Gesamtwertung                                   |